# اوسی دیویس
اوسی دیویس (انگلیسی: Ossie Davis؛ ۱۸ دسامبر ۱۹۱۷ – ۴ فوریهٔ ۲۰۰۵) یک هنرپیشه، کارگردان، و پدیدآور اهل ایالات متحده آمریکا بود. وی بین سال‌های ۱۹۳۹ تا ۲۰۰۵ میلادی فعالیت می‌کرد.
از فیلم‌ها یا برنامه‌های تلویزیونی که وی در آن نقش داشته است می‌توان به موکل، او از من متنفر است، تپه، دکتر دولیتل، کاردینال، مالکوم ایکس، کار درست را بکن، تب جنگل، گلادیاتور، جو در برابر آتشفشان، سوار اتوبوس شو، برده‌داری اشاره کرد.
دیویس برنده جوایزی همچون جایزه مرکز کندی در سال ۲۰۰۴، جایزه گرمی بهترین آلبوم Spoken word در سال ۲۰۰۷ و جایزه امی برنامه‌های روز کودکان در سال ۲۰۰۱ شده است.